# Иполит Римски
Вижте пояснителната страница за други личности с името Иполит.
Св. Иполит Римски е богослов, ученик на Ириней Лионски и (втори - след Тертулиан) най-изтъкнат християнски писател (на гръцки език) на Западната Римска империя през I половина на III век. Известен е също като първият систематичен тълкувател на пророчествата. 
Предполага се, че е живял и е работил в Рим или в околностите му (може би в град Остия - Портус Романус), както и че се е самообявил за епископ на Рим (че е един от антипапите), в противовес на няколко поредни папи, чийто идеен противник се смята, че е бил. Застъпва позициите на ранното християнство и се обявява срещу редица ереси, разпространени по негово време, а най-вече срещу тези с антитринитрарен характер и особено - срещу монархианството (възглед според който Исус Христос всъщност не е друга божествена личност, а материална/видима и разбираема за хората изява на Бога Отец под формата на човек или подобие на човек, в който е въплътен Светият дух или в който Бог Отец е преобразен или който е осенен от него/неговата сила - в общи линии по подобие на сходни аватари на езическите богове). В края на живота си - умира като каторжник в рудниците на остров Сардиния - се помирява с папата; обявен е за мъченик и светец.

## Биография
Роден е около 170 г., вероятно в Източната част на Римската империя и изглежда се е образовал и дълго е живял най-вече там, а Рим е посетил едва към края на понтификата на римския епископ (папа) Зефирин, с когото завързва остра полемика, винейки го в монархиански позиции. Също така и неговия приемник Калист/Каликст I, той обявява за модалист (привърженик на един от клоновете на монархианците) - той е срещу него още от времето, когато е дякон на Зефирин, когото пък обвинява, че се оставя да го подвежда и да предопределя решенията му един такъв еретик и интригант, за какъвто го смята той. Вече като папа, Каликст е критикуван от него за това, че опрощава редовно широка гама от грехове, както и че пречи на отстраняването на онези епископи, които са се провинили в тежки прегрешения, а преди всичко - че допуска, в хода на живота, повече от 1 (по традиция тогава се прави само една, най-много и то в краен случай - втора и винаги предсмъртна) изповед на човек.
В резултат на противоречията си с папите, Иполит Римски решава да създаде с привържениците си отделна група, от която да бъде считан за реалният и легитимен водач на Църквата (като придържащ се към нейните истински принципи - от негова гледна точка). Разделението, по негова инициатива, продължава и при папите Урбан I (222 – 230 г.) и Понтиан (230 – 235 г.), обаче когато по време на гоненията срещу християните от император Гай Юлий Вер Максимин, наричан и Трак (ок. 173 – 238), насочени предимно против епископите и презвитерите, Иполит и Понтиан са пратени заедно в изгнание на обхванатия от чума остров Сардиния и сведени до положението на роби там, те си изглаждат различията в позициите и Иполит умира (през 235 или 236 г.) в "лоното на църквата", т.е. след като той поне за себе си е отменил започнатата схизма. От Сардиния тленните му останки (и тези на също умрелия там Понтиан) са пренесени в Рим, при папа Фабиан.
През 1551 г. от старото гробище на Рим е изкопана статуя, която сега е негова (на Иполит), но първоначално вероятно е била изображение само на неговия научен принос - на пиедестала й е издълбан списък с имената на съчинения, за които се смята, че авторът им е Иполит. Този списък не изчерпва приписваните му произведения - според включените в каталозите на Евсевий Кесарийски и на Йероним Блажени.

## Новатиани
Въпреки че самият Иполит се помирява с папата и това става известно на привържениците му, през 251 г. схизмата е отново подета от презвитер Новациан, като израз на несъгласието му с политиката на новия папа Корнелий по отношение на т.нар. „лапси“ (отпаднали), те. хората, които подплашени от гоненията са се отрекли от членството си в Църквата. За разлика от папата, Новациан настоява те да си останат и занапред извън нея, даже и ако са се разкаяли за предходното си решение. Създава своя църковна организация, която е обявена за еретическа и чиито членове са на свой ред отлъчени от църквата и разпръснати из разни крайща на Империята, където разпространяват вижданията си и имат общини докъм V век.

## Творчество
Вероятно действителният брой на съчиненията на Иполит е 42, разпределени в три групи: апологетична, екзегетична и догматична.
В първата група влизат 2 от съчиненията му против езичеството, едното от които със заглавие „Изобличение на всички еретици“ (наричано и "Философумена" - в него Иполит застъпва тезата, че каквито и ереси да има, техните корени могат да се проследят до твърденията/погрешните твърдения на езическите философи и подобни автори) е запазено.
Към екзегетичните спадат „Коментар на Песен на песните“, „Коментар на книгата на пророк Даниил“ и „Беседа за Христос и Антихриста“.
От догматичните му съчинения най-значителното е „За възкресението“.

## Възгледи относно пророчествата
“Макар че по отношение на някои неща Иполит се е провалил, дълбоко е вярвал във второто идване на Христос в голяма слава. Непоколебимо е вярвал и в това, че при своето пришествие Христос ще възкреси мъртвите праведни, ще унищожи „антихриста“ и ще прослави светиите във вечното им царство. Иполит е живял в много критично време. Полагал е големи усилия за смиряване на духовете, за укрепване на вярата у онези, смутени от жестоките гонения“ (LeRoy E. Froom. „The Prophetic Faith of our Fathers“, том. IV, стр. 275).
Иполит е забележителен тълкувател на пророческите книги. Той е разглежда паралелно втората, седмата и осмата глава от Книгата на пророк Даниил и намира, че лъвът, мечката, леопардът и безименният четвърти звяр (животно, явно - страшно), споменати там представляват четирите монархии, следващи една след друга:
1. Асиро-вавилонска (Асирия и Вавилон);
2. Мидо-персийска (Мидия и Персия);
3. Гръко-македонска (Македонска империя, с предхождащите я и последващите я крупни държавни формирования);
4. Римска (Древен Рим).

Според Иполит целта на това пророчество е да насочи към Второто идване на Христос. Иполит първи сред християнските писатели фиксира датата му, смятайки че ще стане през V век. Последната от цитираните сили, според това тълкование, оттам нататък предстои да бъде разделена на 10 царства, след което "да се яви Антихристът", който от своя страна да подхване жестоко преследване над светиите. Впоследствие (това Иполит също вярва, че е видно от текста) - когато повторно дойде Исус Христос - ще има съд над нечестивите и Антихристът ще бъде унищожен. За последния Иполит Римски (въз основа на изображението на „малкия рог“) решава, че ще бъде от еврейско потекло, което схващане се превръща в генерално тълкуване на църквата в Рим.